# Геез
 Тази статия е за семитския език.  За сричковата писменост вижте геез (писменост).  
Геез (ግዕዝ) е семитски език, разпространен в Етиопия и Еритрея. Днес геез е мъртъв език, който се използва в богослужението на Етиопската православна църква, Еритрейската православна църква и юдаистката общност бета израел.
Езикът геез използва своя собствена писменост, също наричана геез. В модифицирани варианти тя се използва и от амхарския език и тигриня, а в миналото и от сомалийския език и оромо, които по-късно приемат латиницата.

## История
Корените на езика и писмеността геез са предмет на спорове, продължаващи и днес. Най-ранните известни надписи на геез са от 3 век, като е използвана южноарабска писменост, в която липсват гласни. По времето на цар Езана (4 век) южноарабската писменост е модифицирана, като са включени гласни, като според някои автори заслугата за това е на самия цар. От друга страна, според Роджър Шнайдер вокализацията е от по-ранен период и Езана умишлено използва архаичен стил по време на управлението си.
Геез е един от южносемитските езици. Той измества сабейския език и писменост, въпреки че тя продължава да се използва до 8 век. Геез от своя страна е заменен около 13 век от амхарския език на юг и тигриня на север. Езикът тигре също използва писмеността геез и е по-близък до езика геез, отколкото амхарския и тигриня.